# فرآیند بن دی

نقاط بن دی

فرایند بن دی (به انگلیسی: Ben Day process) که از نام بنجامین هنری دی جونیور، تصویرگر و چاپگر آمریکایی گرفته شده‌است، یک تکنیک گراور سازی عکاسی است که در سال ۱۸۷۹ اختراع شد. به این تکنیک نقطه‌های بن دی هم گفته می‌شود که ممکن است از اشکال دیگری مانند خطوط موازی، بافت، جلوه‌های نامنظم یا خطوط موج دار پیروی کند.

## در کمیک بوک‌ها
این تکنیک بین سال‌های ۱۹۵۰ تا ۱۹۷۰ میلادی در کمیک بوک‌ها مورد استفاده قرار می‌گرفت که در چهار رنگ فرایندی (فیروزه ای، سرخابی، زرد و سیاه) استفاده می‌شد که در قالب کاغذهای ارزان قیمت چاپ می‌شد.

## در آثار هنری
در هنر معاصر، هنر پاپ که یکی از محبوبترین هنرهای آمریکا به حساب می‌آید، از المان‌های داستان‌های مصور الهام گرفته شده‌است. یکی از مشهورترین هنرمندان این سبک، روی لیکتنشتاین است که نقطه‌های بن دی از مهم‌ترین عناصر نقاشی‌ها و مجسمه‌های او به حساب می‌آید.
این تکنیک در دیگر آثار هنری از جمله مجسمه استفاده شده‌است. روی لیکتنشتاین در بین سال‌های ۱۹۹۱ تا ۱۹۹۲ در مجسمه ای به نام (El Cap Barcelona) از نقطه‌های بن دی استفاده کرد و این مجسمه را بر طبق این نقطه‌ها ساخت.

## در رسانه‌ها
استفاده نقطه‌های بن دی در سینما و تلویزیون و بازی‌های ویدئویی تا حدودی کمیاب و نادر است اما مشهورترین آن‌ها مربوط به انیمیشن سه‌گانه دنیای عنکبوتی که متشکل از قسمت‌های مرد عنکبوتی: به درون دنیای عنکبوتی، در میان دنیای عنکبوتی و فراتر از دنیای عنکبوتی می‌شود که برای ساخت سبک بصری این انیمیشن‌ها، از این تکنیک استفاده شد. در بازی ویدئویی کامیکس زون هم شاهد این تکنیک در گرافیگ بازی بودیم. همچنین در تصاویر تبلیغاتی شرکت اکشن فیگور سازی مزکو تویز مورد استفاده قرار می‌گیرد.